# Manhattan (pel·lícula)
Manhattan és una comèdia romàntica de 1979 escrita per Woody Allen i Marshall Brickman i dirigida per Woody Allen. La pel·lícula va ser rodada en blanc i negre i va ser nominada a dos Oscars per millor guió original i per Mariel Hemingway com a millor actriu secundària; va rebre dos premis BAFTA: al millor guió i a la millor pel·lícula. Ha estat doblada al català.

## Argument
La pel·lícula narra la vida d'Isaac (Woody Allen), un escriptor de comèdies de 42 anys, i la seva relació amb les dones. Isaac surt amb Tracy, una jove de 17 anys, però s'enamorarà de Mary (Diane Keaton). La vida d'Isaac es veu també marcada per la presència de Jill (Meryl Streep), la seva exdona, lesbiana, que està escrivint un llibre sobre la seva relació.

## Repartiment
- Woody Allen com a Isaac Davis
- Diane Keaton com a Mary Wilkie
- Michael Murphy com a Yale
- Mariel Hemingway com a Tracy
- Meryl Streep com a Jill
- Anne Byrne com a Emily

## Música
Interpretada per la Filharmònica de Nova York i dirigida per Zubin Mehta, consta dels següents temes de George Gershwin:
- Rhapsody in Blue
- Love Is Sweeping the Country
- Land of the Gay Caballero
- Sweet and Low Down
- I've Got a Crush on You
- Do-Do-Do
- S Wonderful
- Oh, Lady Be Good
- Strike Up the Band
- Embraceable You
- Someone to Watch Over Me
- He Loves, and She Loves. Filharmònica de Buffalo, dirigida per Michael Tilson Thomas.
- But Not for Me Filharmònica de Buffalo, dirigida per Michael Tilson Thomas.

## Comentaris[calcitació]
Woody Allen elabora una comèdia que té com a finalitat elaborar un retrat de Manhattan i els seus habitants. No falten les referències al sexe, a la religió i als psiquiatres, temes sempre presents en les pel·lícules d'Allen. El film compta amb un excel·lent repartiment que inclou, a més del mateix director, a Diane Keaton, Michael Murphy, Mariel Hemingway i Meryl Streep. Rodada en blanc i negre, la fotografia va anar a càrrec de Gordon Willis, que fa un esplèndid retrat de la ciutat de Nova York. Després d'abandonar les comèdies delirants de la seva primera època, ja havia sorprès amb Annie Hall i Interiors, a Manhattan ofereix una deliciosa obra mestra que fa de la ciutat de Manhattan un personatge més de la funció.

## Localitzacions
La pel·lícula està rodada al districte novaiorquès de Manhattan, i inclou localitzacions com el Museu d'Art Modern de Nova York, Rizzolli's Bookstore, Uptown Racquet Club, el restaurant Elaine's, Russian Tea Room, John's Pizza, Bloomingdale's, el planetari Hayden, Cine Studio i l'escola Dalton.

## Guardons[3]

### Premis
- César a la millor pel·lícula estrangera
- BAFTA a la millor pel·lícula
- BAFTA al millor guió original

### Nominacions[4]
- Oscar al millor guió original per Woody Allen i Marshall Brickman
- Oscar a la millor actriu secundària per Mariel Hemingway